# دری کول
دری کول (به انگلیسی: Darry Cowl) (زاده ۲۷ اوت ۱۹۲۵-درگذشته ۱۴ فوریهٔ ۲۰۰۶) بازیگر فرانسوی بود.
از فیلم‌های معروف او می‌توان به بازی در فیلم نه روی لبها اشاره کرد.